# 貝爾登 (加利福尼亞州)
貝爾登（英語：Belden）是位於美國加利福尼亞州普盧默斯縣的一個人口普查指定地區。

## 地理
貝爾登的座標為40°00′23″N 121°15′09″W / 40.00639°N 121.25250°W，而該地最高點為海拔高度677米（即221英尺）。

## 人口
根據2010年美國人口普查的數據，貝爾登的面積為1.88平方千米，當中陸地面積為1.58平方千米，而水域面積為0.30平方千米。當地共有人口22人，而人口密度為每平方千米11人。